# Brug (compositie)
Een brug (bridge of Middle 8) is het gedeelte tussen normale coupletten (verse) en refreinen (chorus). Het is een stukje dat vaak zowel in de muziek als in de tekst afwijkend is van de rest van het nummer.
Meer algemeen betekent een bruggetje maken een verbinding leggen tussen twee onderwerpen. 